# Noël Guéneau de Mussy
Noël-Francois-Odon Guéneau de Mussy (Parigi, 6 novembre 1813 – Parigi, 1º giugno 1885) è stato un medico francese.

## Biografia
Fu figlio dello scrittore Philibert Guéneau de Mussy (1776-1854), e nipote dell'igienista Jean Noël Hallé (1754-1822). Nel 1835 diventò medico presso gli ospedali di Parigi, e nel 1837 conseguì il suo dottorato di medicina. Nel 1842 divenne medico presso l'Hôpital Saint-Antoine, l'Hôpital de la Pitié e l'Hôtel-Dieu de Paris. Era membro dell'Académie Nationale de Médecine. Due dei suoi assistenti più noti erano l'oculista Henri Parinaud (1844-1905) e il chirurgo pediatrico Edouard Francis Kirmisson (1848-1927).
Fece delle ricerche sulla pertosse, glossite, malattia di Basedow-Graves e angina ghiandolare. Tra le sue opere scritte vi fu il clinique médicale a quattro volumi (1874-1885).